# Anouk Smulders
Anouk Smulders-Voorveld (Enschede, 29 augustus 1974) is een Nederlands model en presentatrice.

## Biografie
Smulders groeide op in Barneveld. Na havo en meao te hebben gedaan verhuisde ze op haar achttiende naar Haarlem om daar internationaal management te gaan studeren aan de heao. In deze tijd werd ze ontdekt als model.
Smulders' eerste opdracht was een cover voor het Franse modeblad Elle, een paar dagen daarna vroeg de Duitse versie van Elle haar voor een modereportage. Kort daarop sleepte ze een wereldwijd cosmeticacontract in de wacht voor het modehuis Christian Dior. Haar carrière kwam snel van de grond en ze woonde tien jaar lang onder andere in Parijs, New York, Miami en Londen. In 2004 keerde zij terug naar Nederland. Ook trouwde ze in dat jaar met persfotograaf Edwin Smulders. Samen hebben ze een zoon en een dochter.
Naast modellenwerk deed Smulders ook commercials. Ook liep ze in modeshows van modeontwerpers als Ralph Lauren, Yves Saint Laurent, Issey Miyake en Giorgio Armani. Bovendien is ze te zien geweest in de televisieserie Sex and the City.
Sinds Smulders weer terug is in Nederland is ze op televisie te zien in verschillende programma's. Ze begon in 2005 bij SBS6, daar presenteerde ze Shownieuws (tot en met februari 2006) om vervolgens de overstap te maken naar Talpa. Voor Talpa presenteerde Smulders van 27 maart tot en met 15 december 2006 Entertainment Live. In april 2007 keerde Smulders weer even terug op televisie, ze presenteerde tot en met 17 augustus 2007 het programma De leukste thuisvideo's op Tien. Sinds september 2008 is ze te zien als lifestyledeskundige bij RTL Boulevard. Sinds het najaar van 2013 presenteert Smulders het RTL 5 programma Holland's Next Top Model, waarin zij tevens de rol van juryvoorzitter waarneemt.
In het najaar van 2014 presenteerde Smulders voor RTL 5 het programma Celebrity Pole Dancing, een programma waarin BN-ers paaldansen.
In 2016 was Smulders eenmalig te zien in Goede tijden, slechte tijden.
In februari 2017 liet Smulders weten te stoppen bij zowel RTL Boulevard als Holland's Next Top Model.
Sinds eind 2019 is Smulders regelmatig te zien in Shownieuws. 